# Ruutu+ Urheilu 1
Ruutu+ Urheilu 1 är en finsk sportkanal.
Kanalen lanserades ursprungligen under namnet Urheilu+kanava den 3 juni 2007, men gjordes sedan om och blev Nelonen Sport Pro i februari 2010. Den 1 januari 2011 bytte kanalen namn till Nelonen Pro 1.